# Naughty by Nature
Naughty by Nature è un gruppo musicale hip hop statunitense che all'epoca della sua formazione, nel 1991 era composto da:
- Treach, nato il 2 dicembre 1970 a East Orange, Newark, New Jersey, USA
- Vin Rock, nato il 17 settembre 1970 a East Orange, Newark, New Jersey, USA
- DJ Kay Gee, nato il 15 settembre 1969 a East Orange, Newark, New Jersey, USA

## Storia
Il gruppo si formò ad East Orange New Jersey (amichevolmente definita come "Illtown" negli anni 1980), e apparve sulla scena musicale alla fine degli anni '80 pubblicando l'album Independent Leaders sotto il nome di The New Style. Dall'album fu estratta la hit "Scuffin' Those Knees" che però ottenne un successo limitato. Dopo la pubblicazione di questo primo lavoro, il gruppo entrò nelle grazie della rapper del New Jersey Queen Latifah e cambiò nome in quello di Naughty by Nature.
La loro prima hit con il nuovo nome fu la traccia intitolata "O.P.P." ("Other People's Parts"), che campionava il successo dei Jackson 5 "ABC", e fu pubblicata nel 1991 nel loro album omonimo Naughty by Nature. Dall'album fu estratto anche il singolo "Ghetto Bastard" (a cui ci si riferisce spesso con il titolo "Everything's Gonna Be Alright"). Tony D successivamente accusò i Naughty by Nature di essersi appropriati indebitamente di un campionamento dal suo album di breakbeat Music Makes You Move ed averlo utilizzato sulla traccia "O.P.P.". La questione è arrivata in tribunale. Successivamente il gruppo pubblicò diverse hit dal loro terzo e quarto album, 19 Naughty III ePoverty's Paradise.
"Hip Hop Hooray" fu un successo tratto dall'album 19 Naughty III. Il video fu diretto da Spike Lee e contenne esibizioni di altri popolari artisti hip hop dei primi anni 1990 come Queen Latifah, Eazy-E e Kris Kross. Il gruppo realizzò anche un importante successo con la traccia "Uptown Anthem" inserita nella colonna sonore di Juice, interpretato da Tupac Shakur.
Negli anni successivi, Naughty by Nature diedero vita ad una loro etichetta discografica, la Illtown Records, e pubblicarono l'album dei loro protetti Rottin Razkals. Il gruppo (soprattutto Kay Gee) ha lavorato strettamente con svariati artisti R&B, in particolare Zhané e Next.
Le continue difficoltà tra Kay Gee e Treach portarono il DJ a lasciare i Naughty by Nature nel tardo 2000 ed a concentrare i propri sforzi sull'etichetta Divine Mill. I rimanenti componenti del gruppo nel 2002 pubblicarono l'album IIcons utilizzando per le basi diversi beatmaker tra cui anche Da Beatminerz, ma l'album ha ricevuto tiepidi consensi da parte del pubblico. Kay Gee ha invece ottenuto buonissimi successi con la sua etichetta, pubblicando quelli che sono diventati due dischi di platino: Jaheim e Netx, così come album e tracce per Syleena Johnson e Charlie Wilson.

## Discografia

### Album in studio
- 1989 – Independent Leaders (pubblicato come New Style)
- 1991 – Naughty by Nature
- 1993 – 19 Naughty III
- 1995 – Poverty's Paradise
- 1999 – Nineteen Naughty Nine: Nature's Fury
- 2002 – IIcons
- 2011 – Anthem Inc.

### Raccolte
- 1999 – Nature's Finest: Naughty by Nature's Greatest Hits
- 2003 – Greatest Hits: Naughty's Nicest

### Mixtape
- 2010 – Naughty by Nature: Tha Mixtape